# Szudáni páncélosgyík
A szudáni páncélosgyík (Broadleysaurus major, korábban Gerrhosaurus major) a hüllők (Reptilia) osztályának pikkelyes hüllők (Squamata) rendjébe, ezen belül a páncélosgyíkfélék (Gerrhosauridae) családjába tartozó faj.
Nemének az egyetlen faja.

## Előfordulása
A szudáni páncélosgyík Kelet-Afrika sivatagos részein fordul elő.

## Alfajai
- Broadleysaurus major bottegoi
- Broadleysaurus major grandis
- Broadleysaurus major major
- Broadleysaurus major zechi

## Megjelenése
A kifejlett példány 45-70 centiméter hosszú. A fajt a nemi kétalakúság jellemzi, mivel a hím nagyobb a nősténynél, ezenkívül a torkán élénk színek vannak. Egyébként a mindkét nemű állat szürkésbarna. Farka rövidebb a testénél, és eléggé lapított.

## Életmódja
Nappal tevékeny. Tápláléka főleg növényi eredetű anyagok és rovarok, de kisebb gyíkokat és rágcsálókat is fogyaszt, ha lehetősége adódik rá.

## Szudáni páncélosgyíkok különböző állatkertekben

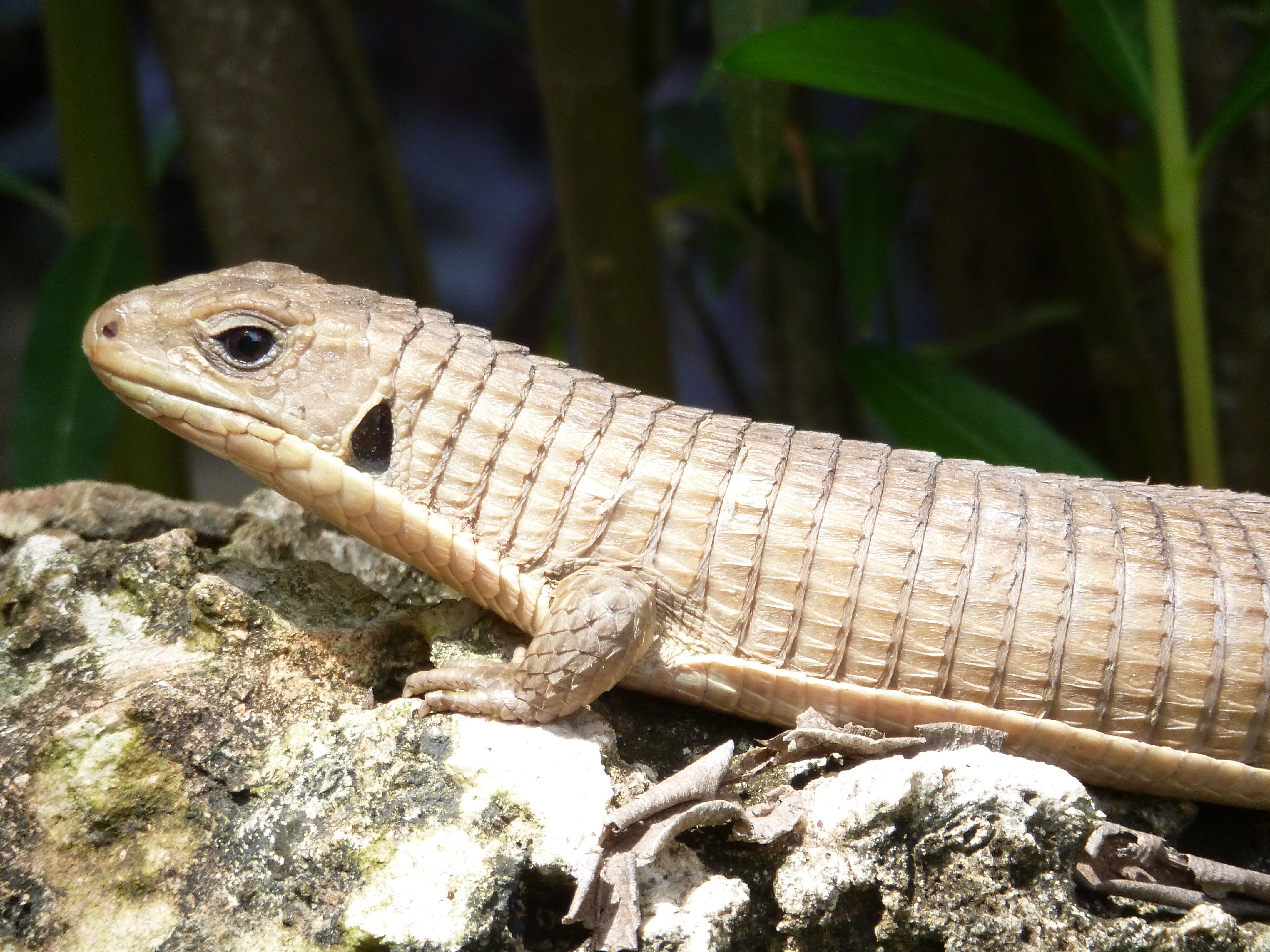
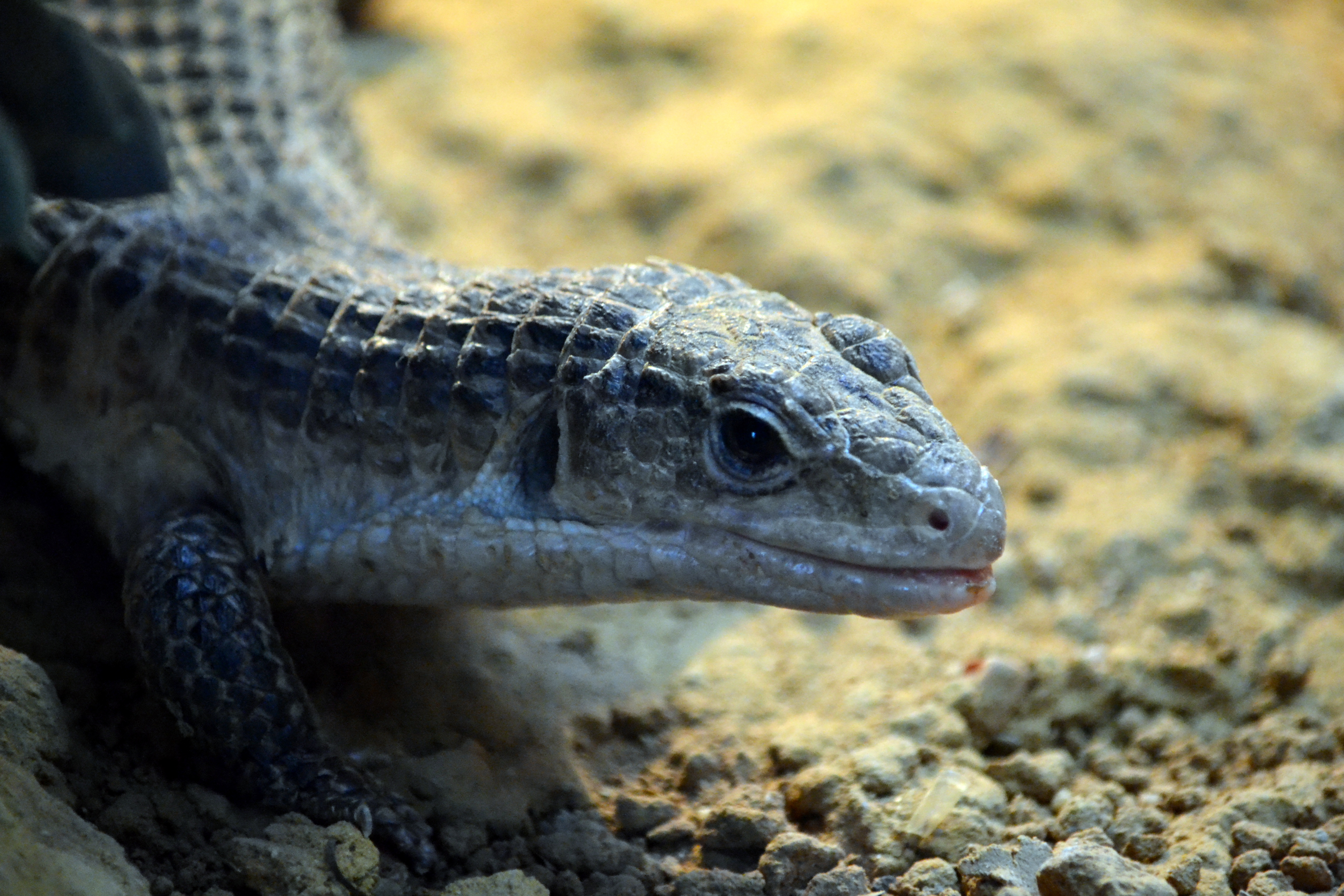
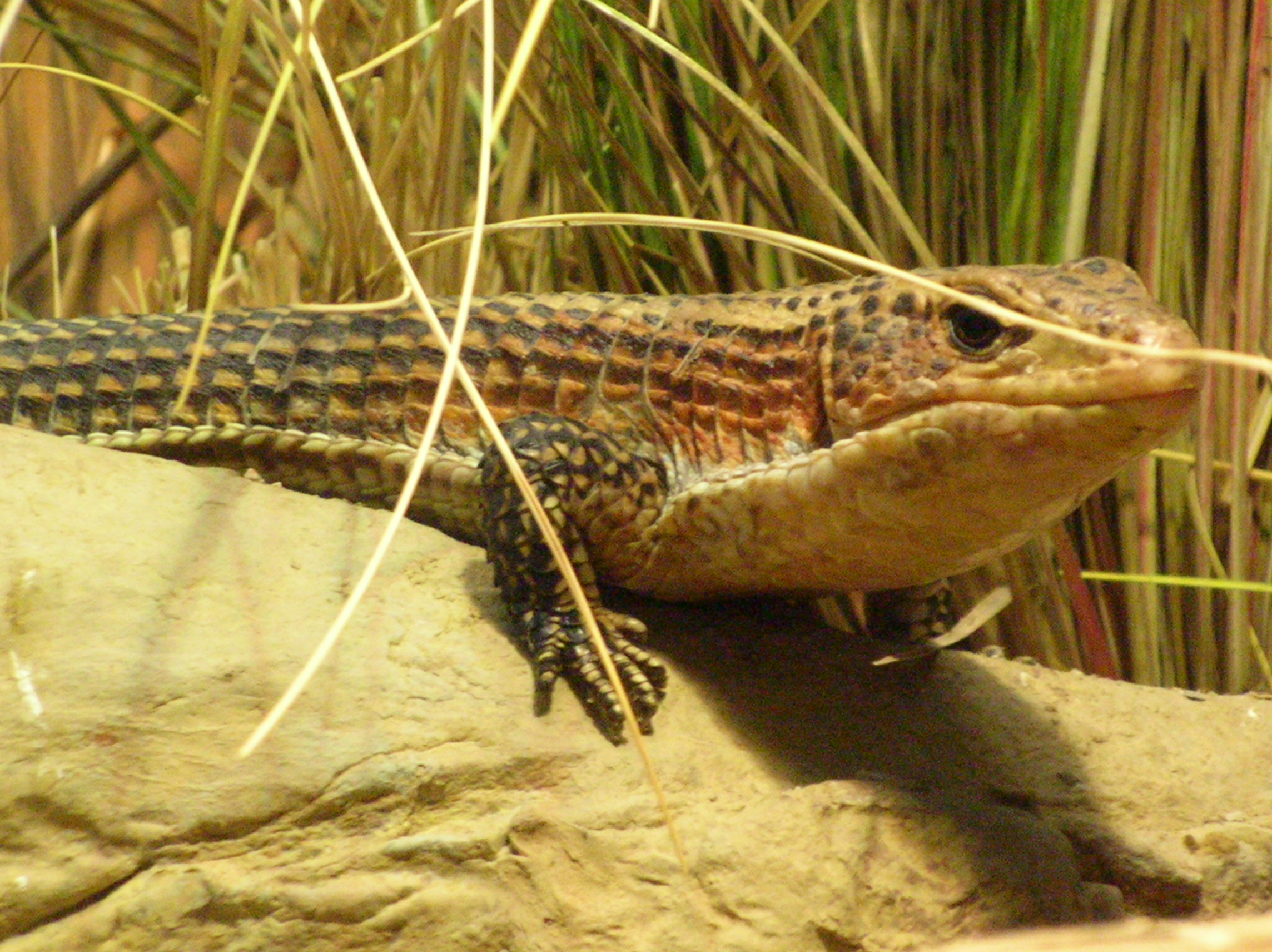
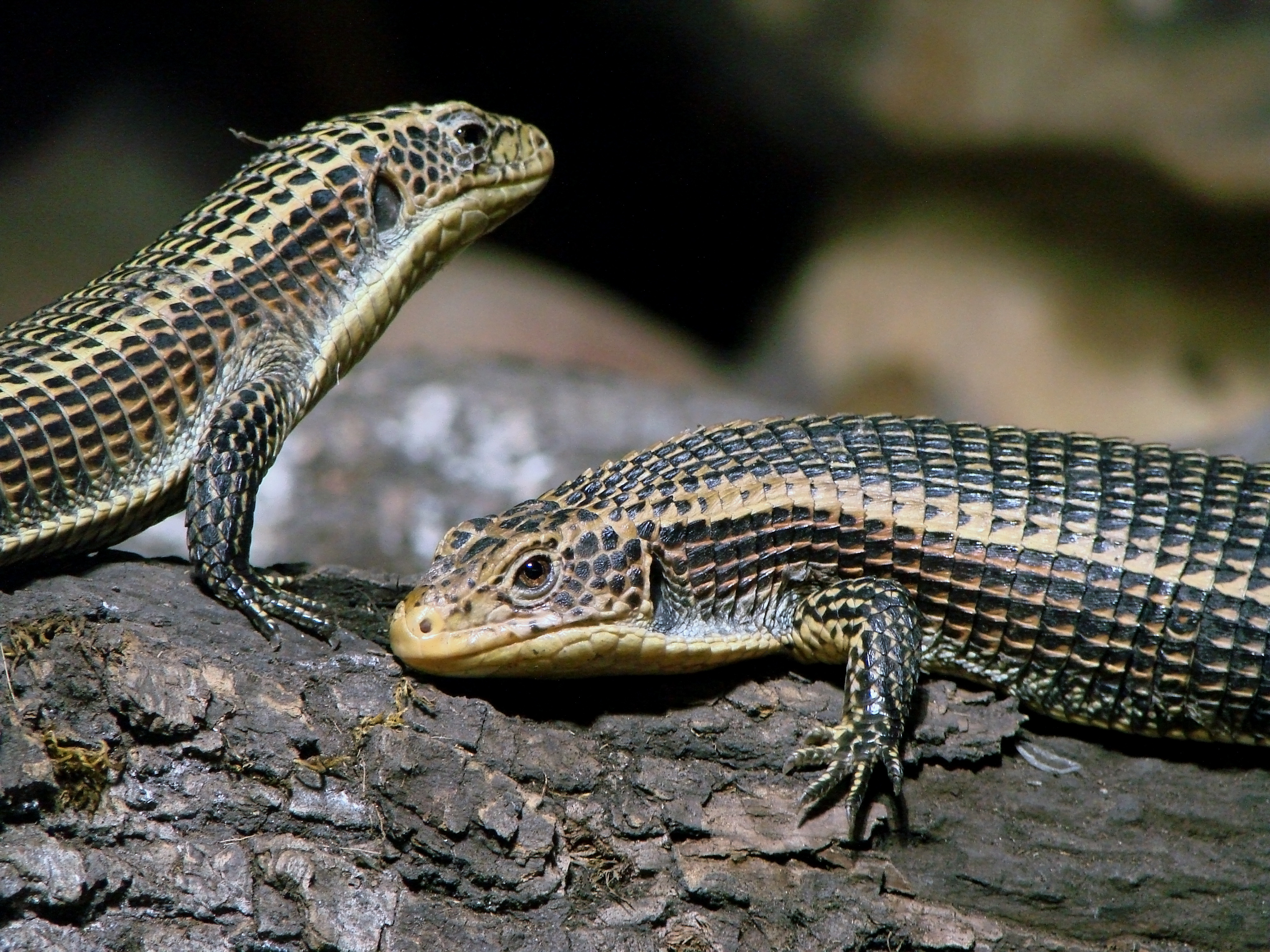
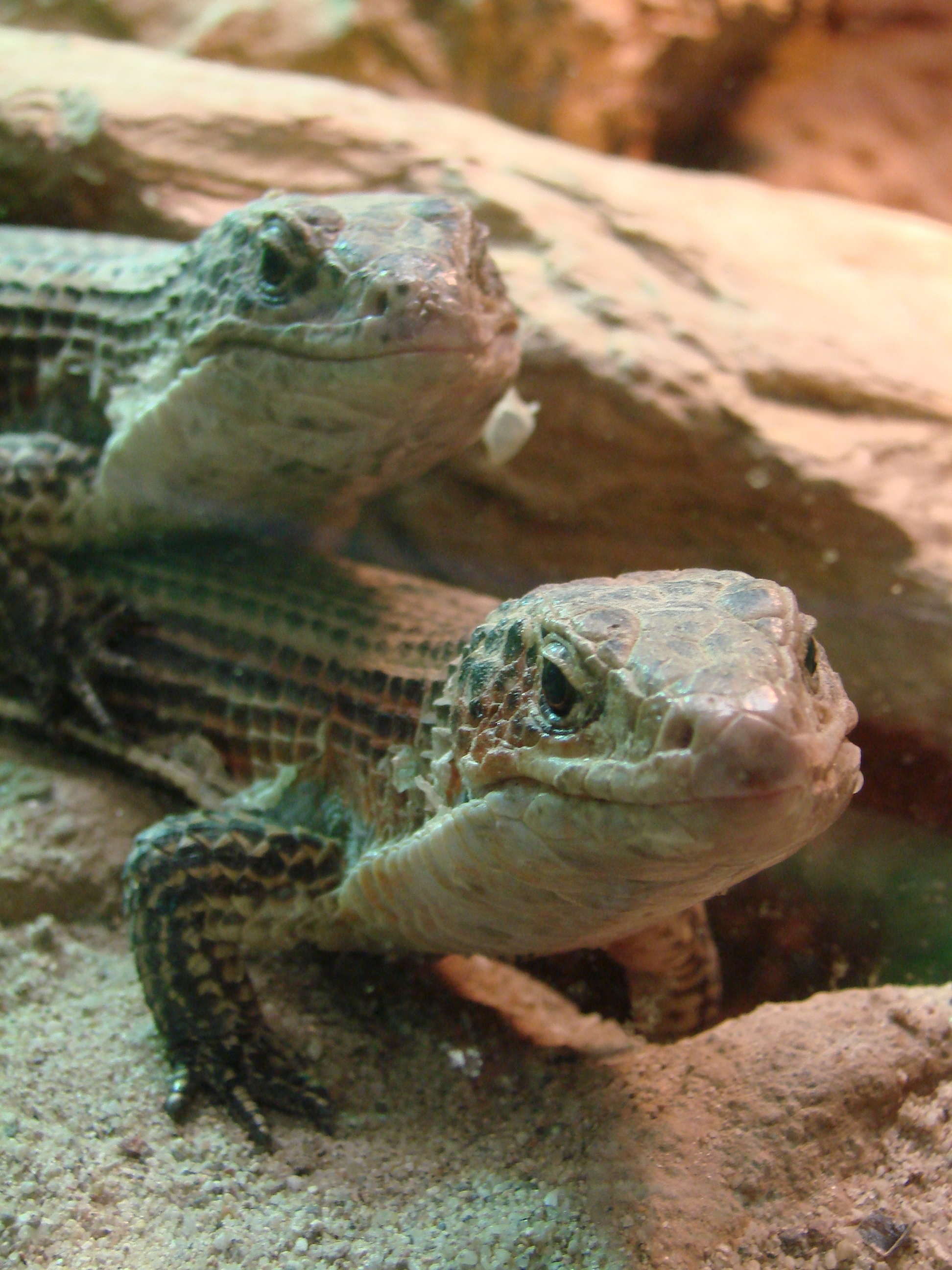

### Fordítás
- Ez a szócikk részben vagy egészben  a   Sudan plated lizard című angol Wikipédia-szócikk ezen változatának fordításán alapul.  Az eredeti cikk szerkesztőit annak laptörténete sorolja fel. Ez a jelzés csupán a megfogalmazás eredetét és a szerzői jogokat jelzi, nem szolgál a cikkben szereplő információk forrásmegjelöléseként.